# Балка Приворотна

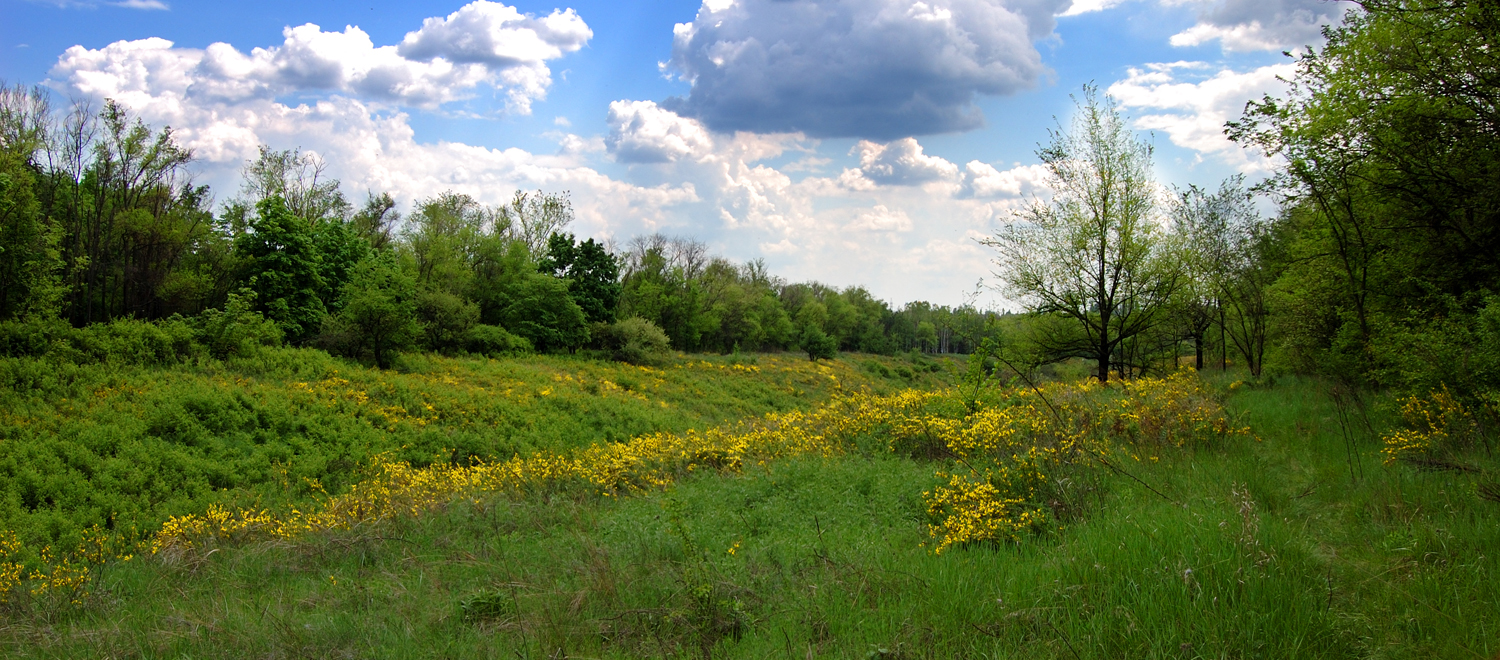
Відроги балки Приворотної в межах Криворізького ботанічного саду

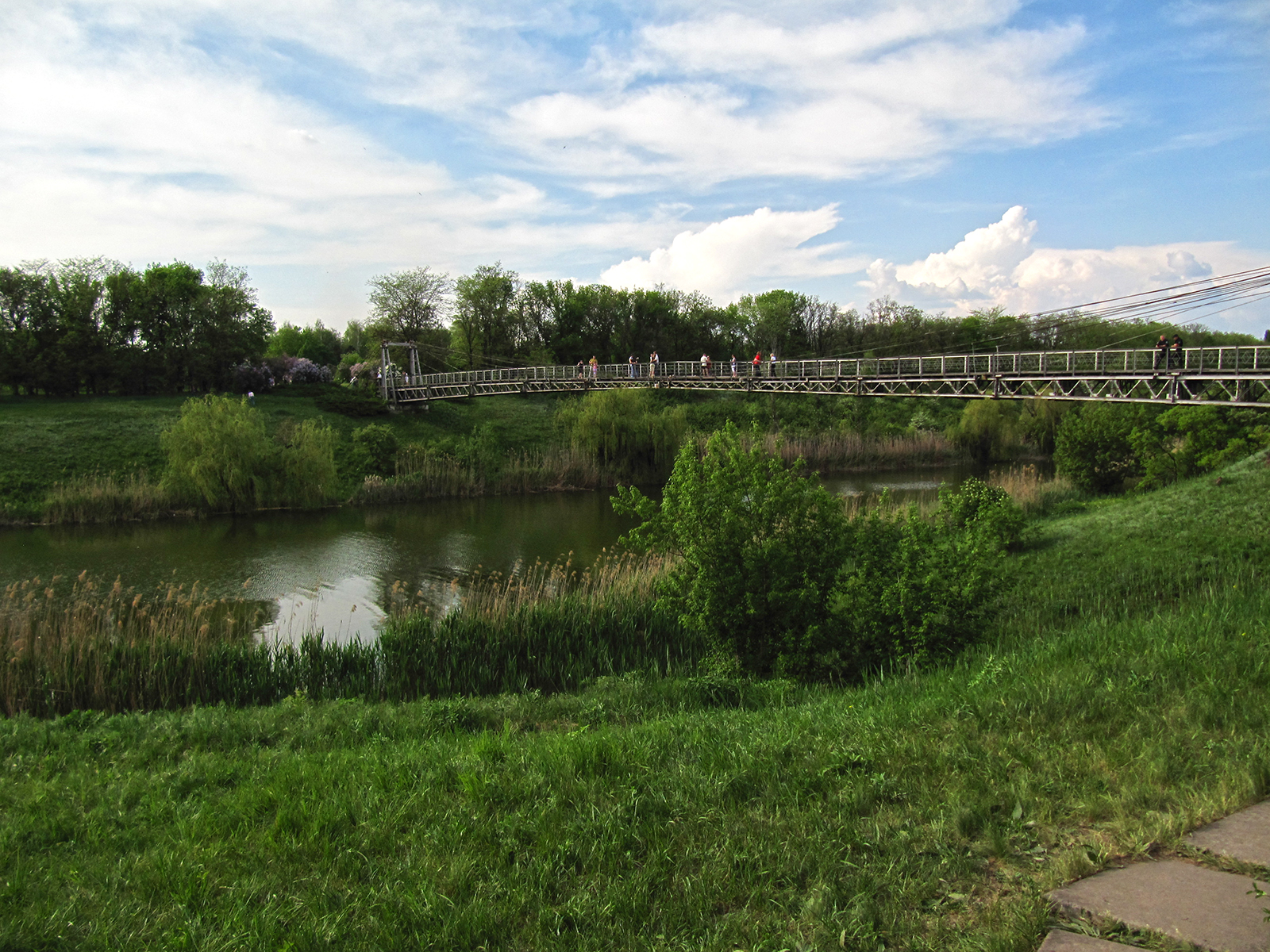
Ставок в балці Приворотній. Криворізький ботанічний сад

Ба́лка Приворо́тна — балка в Тернівському районі Кривого Рогу. Розташована на півночі міста і належить до басейну річки Саксагань (права притока).

## Морфометричні характеристики
Довжина балки по головному тальвегу становить 5,2 км (з трьома боковими притоками — 6,9 км). Площа водозбору 15,6 км².
Верхів'я балки оконтурюються 130 і 140-ю горизонталлю на плато. Починається вона двома невеликими похилими лощинами. У верхній частині глибина сягає 9 м, схили нахилені під кутом 16°, ширина балки 20-22 м. Нижче балка сильно розширюється, місцями сягаючи 50-55 м, схили стають вищими — до 12 м, при крутизні 20-25°. В середній частині правий схил балки має горбистий характер і складений пісками. Ближче до гирла русло балки розширюється до 75-80 м і поділяється на ряд крутих промоїн.
Водотік в руслі слабко виражений. Дебіт струмка балки складає близько 1 л/сек.

## Екологія
Балка збереглася порівняно добре, зазнавши, однак, значного антропогенного впливу. Верхів'я балки примикають до промислової зони. Місцями забудована (вище лівого схилу балки у середній її частині знаходиться мікрорайон Даманський). Зарегульована ставками. Три короткі ліві відгалуження увійшли до складу Криворізького ботанічного саду, в межах яких охороняється степова рослинність.

## Археологія
Поблизу балки, в районі сучасного мікрорайону Даманський розташовувалась курганна група Приворотна Балка й однойменне поселення доби пізньої бронзи. Курганна група складалась з чотирьох насипів.